# Johan Rossouw
Johan Rossouw (né le 20 octobre 1965) est un athlète sud-africain, spécialiste du sprint.
Ses records personnels sont :
- de 10 s 06 sur 100 m (vent favorable + 2,0 m/s) à Johannesburg en avril 1988 ;
- de 20 s 55 sur 200 m (+ 0,6 m/s) à Stuttgart le 19 août 1993 lors des Championnats du monde d'athlétisme 1993[1].

Il remporte la médaille d'or du 200 m et la médaille de bronze du 4 x 100 m lors des Championnats d'Afrique d'athlétisme 1993.